# Bataille de Constantinople (922)
Guerres entre l'empire byzantin et l'empire bulgare
La bataille de Constantinople qui se déroule en juin 922 dans les environs de la capitale de l'Empire byzantin, oppose les forces du Premier Empire bulgare aux Byzantins lors de la guerre byzantino-bulgare de 913-927. Au cours de l'été, l'empereur Romain Ier Lécapène envoie des troupes dirigées par Saktikios contrer un raid bulgare visant les environs de Constantinople. Les Byzantins déferlent sur le camp bulgare mais sont vaincus quand ils rencontrent le gros de l'armée bulgare. Au cours de la fuite, Saktikios est mortellement blessé et périt la nuit suivante.
En 922, les Bulgares contrôlent la plupart des Balkans et continuent de ravager la campagne byzantine sans opposition. Toutefois, ils ne disposent pas d'une flotte de guerre capable d'assiéger Constantinople. Les tentatives de négociation pour former une alliance entre les Bulgares et les Arabes, dans le but de lancer un assaut contre Constantinople, sont découvertes par les Byzantins qui parviennent à s'y opposer. La situation dans les Balkans reste la même jusqu'à ce que les deux camps signent un traité de paix en 927, reconnaissant le titre impérial aux monarques bulgares, ainsi que l'indépendance complète du patriarcat de Bulgarie qui devient une Église autocéphale. 
Les sources primaires pour le déroulement de la bataille proviennent de la chronique de Georges le Moine et du synopsis de Jean Skylitzès.

## Contexte
Durant son court règne, l'empereur Alexandre (912-913) déclenche une guerre avec l'empereur bulgare Siméon Ier. Ce dernier a depuis longtemps affirmé son ambition de réclamer le trône impérial et il saisit l'occasion de partir en guerre,. En effet, l'Empire byzantin est alors en plein désarroi après la mort d'Alexandre en juin 913. Les Bulgares atteignent Constantinople sans résistance et contraignent la régence du jeune Constantin VII à reconnaître Siméon Ier comme empereur (tsar). Après la révolte au sein du palais impérial en 914, la nouvelle régence byzantine révoque les concessions faites aux Bulgares et rassemble l'armée, dont les troupes d'Asie Mineure, pour faire face à la menace bulgare. Au cours de la bataille d'Anchialos en 917, les forces byzantines sont écrasées, ce qui permet aux Bulgares d'affirmer leur domination sur les Balkans. Leurs raids annuels atteignent les murs de Constantinople et l'isthme de Corinthe. Toutes les tentatives byzantines de s'y opposer à Katasyrtai, Aquae Calidae et Pegae sont des échecs. 
En dépit de leur suprématie militaire sur terre, Siméon Ier est conscient qu'il a besoin de renforts maritimes pour s'emparer de Constantinople. En 922, il envoie des ambassadeurs au calife fatimide Ubayd Allah al-Mahdi à Mahdia, pour bénéficier de l'aide de la puissante marine arabe. Siméon Ier propose de diviser équitablement les conquêtes. Les Bulgares doivent conserver Constantinople et les Fatimides peuvent s'emparer des territoires byzantins de Sicile et du sud de l'Italie,.

## La bataille

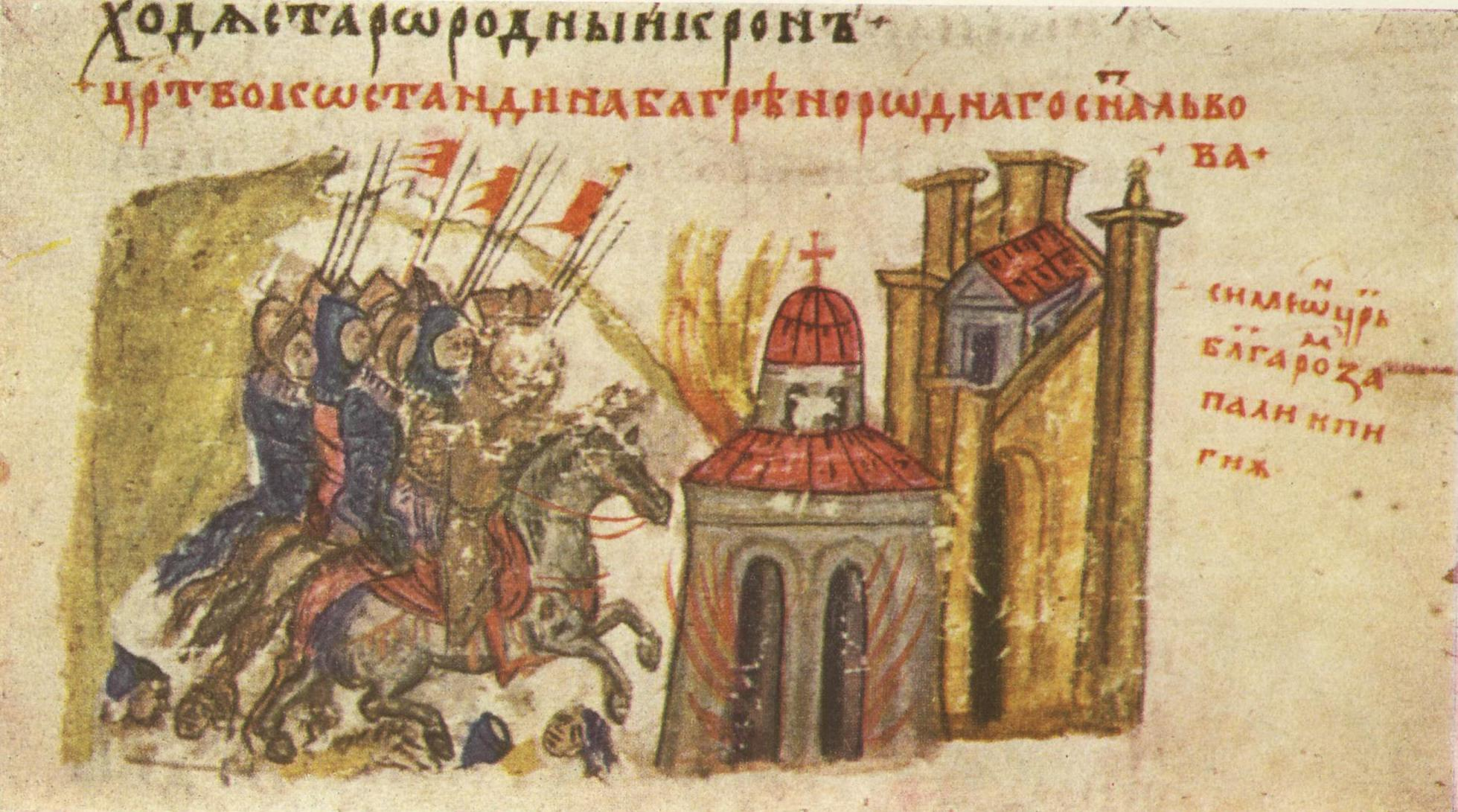
Les Bulgares brûlant une église près de Constantinople. Chronique de Manassès.

Pour distraire l'attention byzantine des négociations secrètes qu'ils mènent avec les Arabes, les Bulgares lancent une offensive dans l'est de la Thrace durant l'été 922. Ils s'emparent de plusieurs villes fortifiées de la région, dont Byzie, tout en y laissant des garnisons. En juin, ils atteignent les environs de Constantinople et brûlent le palais de Théodora, situé sur le rivage de la corne d'Or. 
En réaction, l'empereur Romain Ier Lécapène rassemble les commandants des tagmata (régiments) pour un banquet et leur ordonne d'affronter les Bulgares. Le lendemain, l'un d'entre eux, Saktikios, conduit l'assaut contre l'ennemi. Alors que le gros des forces bulgares est dispersé pour piller les campagnes alentour, les Byzantins attaquent leur camp et massacrent le peu de troupes qui s'y trouve. Cependant, quand le reste de l'armée bulgare apprend l'événement, elle se dirige rapidement vers le camp et engage le combat. Lors de la lutte féroce qui s'ensuit, les Bulgares l'emportent et contraignent les Byzantins à battre en retraite, en dépit du courage de Saktikios qui, selon les chroniqueurs byzantins, aurait tué de nombreux ennemis. Durant la fuite, le cheval de Saktikios s'embourbe dans une rivière et le général byzantin est blessé à la cuisse. Ses soldats tentent de dégager le cheval de la boue et de ramener leur chef en vie dans les Blachernes. Saktikios est laissé dans l'église Sainte-Marie des Blachernes, où il décède la nuit suivante.

## Suites

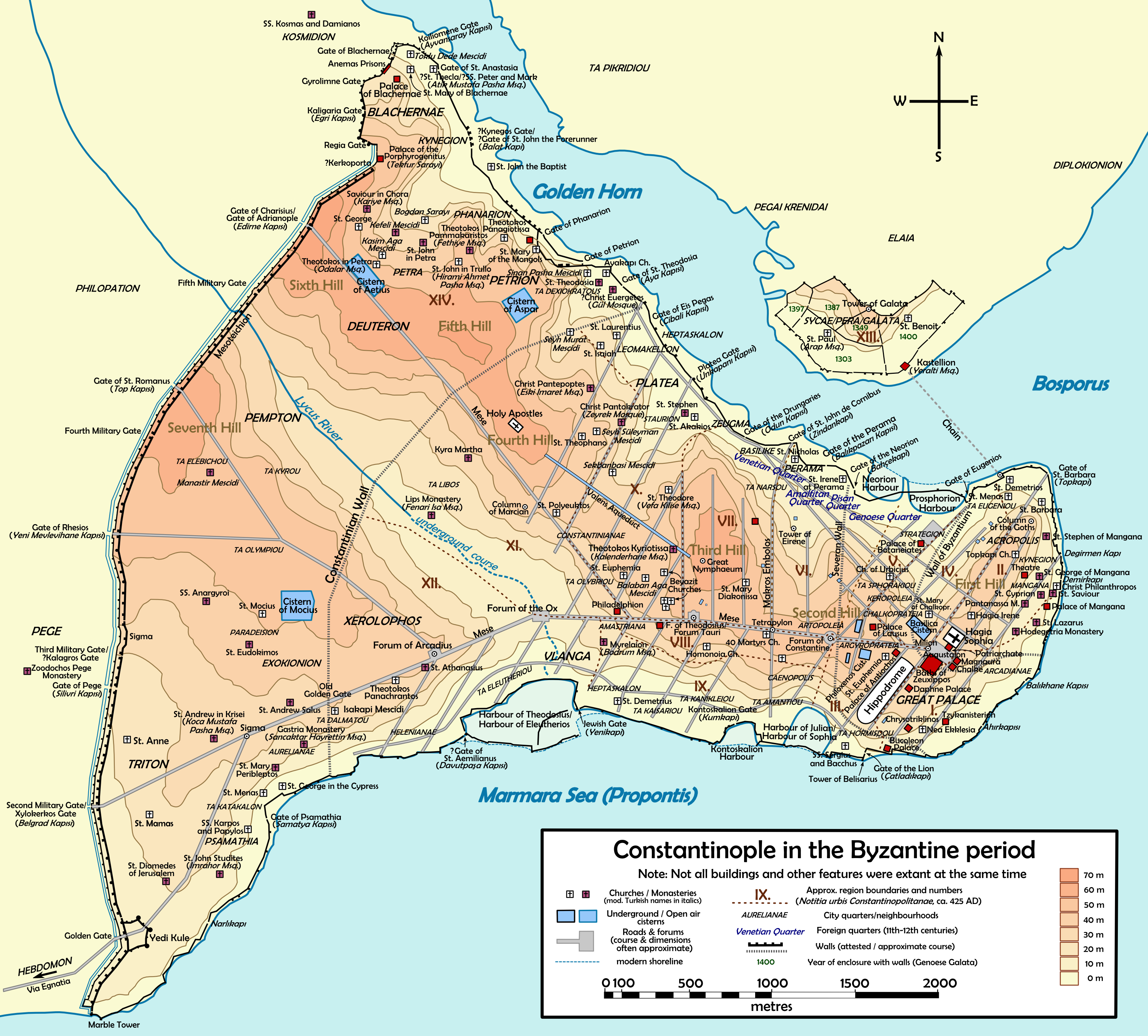
Carte de Constantinople avec la Corne d'Or au nord, qui sépare Constantinople du reste du continent et le quartier des Blachernes qui forme une excroissance au nord-ouest de la capitale impériale.

Après sa victoire, Siméon Ier envoie des lettres au patriarche de Constantinople, Nicolas Mystikos, et à Constantin VII, coempereur avec Romain Lécapène. Il leur propose des négociations de paix. Toutefois, son intention est de faire durer les négociations jusqu'au retour de ses ambassadeurs auprès des Fatimides. Pendant que Siméon et Nicolas Mystikos échangent des lettres, les actions militaires se poursuivent. Quelques semaines après la bataille, les Bulgares s'emparent d'Adrianople, la principale cité byzantine de Thrace. La chute de cette ville augmente la crainte de Constantinople d'être attaquée directement. Les Byzantins essaient d'intimider les Bulgares en les menaçant de pousser les Hongrois, les Petchénègues et la Rus' de Kiev à attaquer la Bulgarie depuis le nord-est, comme cela se produisit en 894-896,. Toutefois, Siméon Ier ne tombe pas dans le piège car il sait que l'Empire byzantin n'est pas en mesure de mettre ses menaces à exécution. 
Dans le même temps, les diplomates bulgares reçoivent un accueil chaleureux par le calife fatimide. Ce dernier accepte les propositions bulgares et envoie ses propres émissaires à Siméon Ier. Cependant, au cours de leur voyage de retour, ils sont capturés par les Byzantins qui parviennent à surenchérir la proposition bulgare et à empêcher l'attaque des Fatimides. Les Bulgares conservent la domination sur la plupart des Balkans, annexant la Serbie alliée des Byzantins en 924. Toutefois, sans soutien naval, ils ne peuvent s'attaquer directement à Constantinople. La guerre se poursuit jusqu'à la mort de Siméon en 927. Son fils, Pierre Ier de Bulgarie, conclut un traité de paix avec les Byzantins qui reconnaissent le titre impérial aux monarques bulgares et l'indépendance de l'église orthodoxe bulgare comme patriarcat autocéphale. En retour, les Bulgares cèdent la plupart des conquêtes de Siméon en Thrace après 917.